# Dizionario italiano-esperanto
Un dizionario italiano-esperanto è un dizionario che fornisce al lettore le traduzioni dall'italiano alla lingua esperanto o viceversa.

## Storia
In passato sono stati pubblicati diversi dizionari esperanto-italiano.
- Vocabolario esperanto-italiano. Umberto Broccatelli Milano, 1991 (ristampa del 1984). 16 + 482 pagine, 21 cm. Dizionario con quasi tutte le radici del dizionario illustrato completo.
- Vocabolario italiano-esperanto . Carlo Minnaja . Milano, 1996. 1438 pagine, 22 cm. Probabilmente il più grande dizionario nazionale di lingua-esperanto. Una distinzione molto dettagliata di significati, espressioni multiple e sintagmi. Prefazione di Joshua Fishman. Rilegato.
- Dizionario fotografico. Con equivalenti inglesi e italiani perduti. Giuseppe Valente. Trieste, 1997. 38 pagine, 21 cm. Circa 700 lemmi. Libro corredato da floppy disk.

## hVortaro
Dal gennaio 2010, grazie al lavoro dell'informatico esperantista Danio Manetta e con il consenso della Federazione Italiana Esperanto (che ha donato il suo copyright gratuitamente), è stato reso disponibile un programma per computer che contiene l'intera raccolta di termini del Vocabolario Italiano - Esperanto di Carlo Minnaja  (1996), costantemente corretto e aggiornato da un gruppo di lavoro. Il programma si chiamava hVortaro (h sta per hiper). Dal 2019 è pubblicato online un nuovo sito realizzato da Daniele Binaghi, con funzionalità aggiuntive sul motore di ricerca internet.